# Großpetersdorf
Großpetersdorf (ungerska: Nagyszentmihály) är en ort och kommun i Österrike. Den ligger i distriktet Oberwart i förbundslandet Burgenland, i den östra delen av landet, 110 km söder om huvudstaden Wien. 
Kommunen består av fem orter (Ortschaften) (inom parentes invånarantal 1 januari 2024):
- Großpetersdorf (2 720)
- Kleinpetersdorf (249)
- Kleinzicken (103)
- Miedlingsdorf (208)
- Welgersdorf (318)